# A flood of circle (2007年のアルバム)
『a flood of circle』（ア・フラッド・オブ・サークル）は、a flood of circleのデビュー・ミニ・アルバム。

## 概要
- a flood of circleのデビュー作。
- ジャケットには（Good Morning,This Is)a flood of circleと記されているが、これは佐々木がライヴでよく口にする「おはようございます、ア・フラッド・オブ・サークルです」を英訳したもの。
- 「ブラックバード」は初のオリジナル曲。佐々木には宮沢賢治の「よだかの星」をイメージしていた[1]。
- 「308」は当時住んでいた佐々木の部屋番号[1]。
- 「象のブルース」の間奏で、ギター2本でハモるところは、オールマン・ブラザーズ・バンドを意識している[1]。

## 収録曲
1. ブラックバード -
2. ガラパゴス -
3. 308 -
4. 夜はけむり -
5. 象のブルース -